# Alastair Seeley
Alastair Seeley (* 4. Oktober 1979 in Carrickfergus, Nordirland) ist ein britischer Motorradrennfahrer und gilt mit 22 Siegen (Stand Juni 2018) als erfolgreichster Fahrer der North West 200.

## Leben und Karriere
Seeley begann schon früh mit Motocross, bevor er als Teenager vorübergehend das Interesse am Motorsport verlor. Nach der Schule absolvierte er eine Ausbildung zum Kfz-Mechaniker. Mit 21 Jahren begann er mit der Teilnahme an Rundstreckenrennen in seiner Heimat Nordirland. Ab 2002 häuften sich seine Erfolge. 2004 konnte er erstmals die Irische Supersport-Meisterschaft gewinnen. Im selben Jahr wurde er erstmals außerhalb Irlands beachtet, da er zwei Rennen der Britischen Superbike-Meisterschaft für sich entscheiden konnte. Ebenfalls 2004 nahm er erstmals an der North West 200 teil. Dieses Straßenrennen konnte er (Stand 2018) so oft wie kein anderer Fahrer gewinnen.
2007 verlegte er seinen Wohnsitz nach Großbritannien, um sich verstärkt den britischen Rennserien zu widmen. Bisher konnte Seeley zwei britische Meistertitel einfahren. In Deutschland wurde Seeley dem Publikum bekannter, als er Ende 2015 bekannt gab, als Fahrer in der Britischen Superbike-Meisterschaft mit dem RAF-Reserve-Team auf BMW anzutreten.
Seeley ist Junggeselle und verwendet die Startnummer 34. Dank seines Spitzname Wee Wizard (Dt. Kleiner Zauberer) der auf sein fahrerisches Können anspielt, ist sein Maskottchen ein stilisierter Zauberer.

## Siegestatistik
(Auszug)
| Jahr | Titel/Klasse        | Maschine      | Serie/Rennen   |
| ---- | ------------------- | ------------- | -------------- |
| 2004 | Irischer Meister    | -             | Supersport     |
| 2005 | Irischer Meister    | -             | Superbike      |
| 2006 | Irischer Meister    | -             | Supersport     |
| 2006 | Irischer Meister    | -             | Superbike      |
| 2008 | Superstock          | Yamaha        | North West 200 |
| 2009 | Superstock          | Suzuki        | North West 200 |
| 2010 | Superbike Rennen 2  | Suzuki        | North West 200 |
| 2010 | Supersport Rennen 1 | Suzuki        | North West 200 |
| 2009 | Britischer Meister  | Yamaha/Suzuki | Superstock     |
| 2011 | Supersport Rennen 1 | Kawasaki      | North West 200 |
| 2011 | Britischer Meister  | Suzuki        | Supersport     |
| 2012 | Superbike Rennen 2  | Suzuki        | North West 200 |
| 2012 | Superstock Rennen 1 | Suzuki        | North West 200 |
| 2012 | Supersport Rennen 2 | Suzuki        | North West 200 |
| 2013 | Supersport Rennen 1 | Kawasaki      | North West 200 |
| 2013 | Superstock          | Kawasaki      | North West 200 |
| 2014 | Supersport Rennen 1 | Yamaha        | North West 200 |
| 2014 | Superstock Rennen 1 | Kawasaki      | North West 200 |
| 2015 | Supersport Rennen 1 | Kawasaki      | North West 200 |
| 2015 | Supersport Rennen 2 | Kawasaki      | North West 200 |
| 2015 | Superbike           | BMW           | North West 200 |
| 2016 | Supersport Rennen 1 | Kawasaki      | North West 200 |
| 2016 | Supersport Rennen 2 | Kawasaki      | North West 200 |
| 2016 | Superstock          | BMW           | North West 200 |
| 2017 | Supersport Rennen 2 | Kawasaki      | North West 200 |
| 2018 | Supersport Rennen 1 | Yamaha        | North West 200 |
| 2018 | Supersport Rennen 2 | Yamaha        | North West 200 |
| 2018 | Superstock          | BMW           | North West 200 |